# Kampfsatz
Ein Kampfsatz ist eine für jede Waffenart festgelegte Munitionsmenge.  Er erleichtert die Befehlsgebung. Seine Größe bestimmt die für jeden militärischen Verband festzustellende Munitionsmenge nach Stück, Mischung und Tonnage.
Je nach Operationsart wird im Gefecht von dem Verbrauch eines oder mehrerer Kampfsätze pro Tag ausgegangen. Die Zahl der Kampfsätze wird gemäß den geplanten Operationen vorausgeplant. Alle Verbände melden einmal täglich die verbrauchten Mengen und lösen damit die nächsten Lieferungen aus, mit der die verbrauchten Mengen ausgeglichen werden.
So wird der Kampfsatz einer Division aus den Kampfsätzen der unterstellten Brigaden, Regimentern und Bataillonen summiert; diese wiederum werden analytisch aus den Kampfsätzen aller ihrer Einheiten ermittelt.
In den Kampfsätzen werden alle Kaliber und Munitionsarten erfasst. In Tonnagen umgerechnet, ergeben sie den Bedarf an Umschlagmittel, Transport-Lkw, Güterwaggon oder Cargo-Flugzeuge. Der Kampfsatz einer Brigade der Bundeswehr beträgt rund 210 Tonnen Munition; in ihrer Versorgungsrate (VR) werden zusätzlich Kraftstoffe, Verpflegung, Wasser, Feldpost und alles Weitere erfasst.
Bei der Artillerietruppe der Wehrmacht bezeichnete der Begriff Kampfsatz die Munitionsmenge die ein Geschütz pro Minute in höchster Feuergeschwindigkeit abfeuern konnte. Dies waren 6 bis 8 Schuss bei einem 10,5-cm-Geschütz und 4 Schuss bei einem 15-cm-Geschütz. Er war nach Einschätzung des Referenten für die Auswertung taktischer Kampferfahrungen beim Oberkommando des Heeres Eike Middeldorf ein handlicher Begriff mit dem sich gut arbeiten ließ, auch mit dem Zusatz 1/2 Kampfsatz oder doppelter Kampfsatz.
Ein sowjetischer Kampfsatz bei der Artillerie war hingegen vergleichbar mit der deutschen 1. Ausstattung. Er betrug zum Beispiel bei einem 152 mm Geschütz 48 Schuss. Bei der Schlacht bei Kursk lagerte die sowjetische Armee im Norden „bis zu 5 Kampfsätze direkt neben den Geschützen. Ein Kampfsatz für eine Armee wog 20.000 Tonnen.“